# Брентфорд Къмюнити Стейдиъм
„Джитек Къмюнити Стейдиъм“ (на английски: Gtech Community Stadium), известен преди като „Брентфорд Къмюнити Стейдиъм“ (на английски: Brentford Community Stadium)) е футболен стадион, разположен в Брентфорд, Западен Лондон, Великобритания. Той е дом на футболния клуб „Брентфорд“, който играе в Английската висша лига. Стадионът разполага с капацитет от 17 250 места и е подходящ както за футболни, така и за ръгби мачове.

## История
Още през 2002 г., докато клубът играе на стария си стадион „Грифин Парк“, започват планове за нов стадион близо до моста Кю. След години на несигурност през 2007 г. ФК „Брентфорд“ обявява, че е осигурил терен от 7,6 акра на улица „Лайънъл Роуд“. През 2012 г. стадионът получава окончателно одобрение от местните власти, а строителните дейности започват през март 2017 г.
Първият футболен мач на новия стадион се състои на 1 септември 2020 г. срещу „Оксфорд Юнайтед“, като резултатът е 2:2. Първият официален мач е изигран на 6 септември 2020 г., когато „Брентфорд“ побеждава „Уикъм“ с дузпи в мач за Купата на лигата.
Официално открит през 2020 г., стадионът играе ключова роля в плана за обновяване на района, включително изграждането на нови жилища и търговски площи. През 2022 г. част от трибуните са обновени и стадионът е използван за мачове от Европейското първенство по футбол за жени, което се провежда в Англия.

### Спонсорство
На 28 юли 2022 г. Брентфорд подписва 10-годишно партньорство с британския технологичен производител „Джитек“, който придобива правата върху името на стадиона.

## Разположение
Стадионът се намира в близост до жп гара „Кю Бридж“ и е заобиколен от железопътни линии, които основно се използват за товарни влакове. Най-близката станция от транспортната мрежа на Лондон е метростанция „Гънърсбъри“.